# Tôma Triệu Khắc Huân
Tôma Triệu Khắc Huân (sinh 1930 hoặc 1924, tiếng Trung:趙克勛, tiếng Anh:Thomas Zhao Ke-xun / Thomas Zhao Duomo) là một giám mục người Trung Quốc của Giáo hội Công giáo Rôma. Ông hiện đảm nhận cương vị Giám mục Chánh tòa Giáo phận Tuyên Hóa.

## Tiểu sử
Giám mục Huân sinh năm 1930 hoặc 1924 tại Trung Quốc. Sau khoảng thời gian dài tu tập, ông được phong chức linh mục năm 1951. Tòa Thánh chọn linh mục Huân làm Giám mục Phụ tá Giáo phận Tuyên Hóa. Thánh lễ tấn phong diễn ra vào ngày 17 tháng 2 năm 2004. Ngày 13 tháng 7 năm 2007, Giám mục Chánh tòa Philípphê Phêrô Triệu Chấn Đông qua đời, ông được chọn làm Giám mục Chánh tòa Tuyên Hóa.